# 寺田麻佑
寺田 麻佑（てらだ まゆ、1980年 - ）は、日本の法学者。専門は行政法、情報法。一橋大学大学院ソーシャル・データサイエンス研究科教授。

## 人物・経歴
1999年一橋大学法学部入学。2002年国連英検特A級合格。2003年一橋大学法学部公共関係法学科卒業。ベイツ大学留学を経て、2006年慶應義塾大学大学院法務研究科修了、法務博士（専門職）。2007年司法試験合格。同年一橋大学大学院法学研究科公法学専攻博士後期課程入学。2009年カッセル大学IT法センター留学（如水会奨学金）。
2012年一橋大学大学院法学研究科法学・国際関係専攻博士後期課程修了、博士（法学）、国際基督教大学教養学部アーツ・サイエンス学科准教授。2017年理化学研究所革新知能統合研究センター客員研究員。2018年ザールラント大学ITサマースクール講師・訪問研究員。
2020年国際基督教大学教養学部アーツ・サイエンス学科上級准教授。2022年一橋大学ソーシャル・データサイエンス教育研究推進センター教授。2023年一橋大学大学院ソーシャル・データサイエンス研究科教授。2025年情報公開・個人情報保護審査会委員。専門は先端技術と法、行政法、情報法。
財務省貿易統計の在り方に関するワーキンググループ委員、内閣官房及び内閣法制局・内閣府本府入札等監視委員会委員、法務省日本法令外国語訳推進会議構成員、東京都情報公開・個人情報保護審査会委員、神奈川県情報公開・個人情報保護審議会委員、埼玉県個人情報保護審査会委員、相模原市情報公開・個人情報保護・公文書管理審議会委員、世田谷区公文書管理委員会委員、環境再生保全機構契約監視委員会委員等も歴任。

## 著書
- 『EUとドイツの情報通信法制 : 技術発展に即応した規制と制度の展開』勁草書房 2017年
- 『法学入門』（稲正樹, 松田浩道, 吉良貴之, 成原慧, 山田哲史, 松尾剛行と共著）北樹出版 2019年
- 『先端技術と規制の公法学』勁草書房 2020年
- 『行政法Visual Materials』（高橋滋, 野口貴公美, 磯部哲, 大橋真由美編著, 織朱實, 岡森識晃, 小舟賢, 服部麻理子, 周蒨, 田中良弘, 宮森征司, 吉岡郁美と共著）有斐閣 2020年

### 翻訳
- B.シュウォルツ他編著『北東アジアの歴史と記憶』（千葉眞監修,稲正樹, 福岡和哉と共訳）勁草書房 2014年

## 受賞
- 2005年 慶應義塾大学N氏戯曲賞審査員奨励賞[1]
- 2018年 KDDI総合研究所Nextcom論文賞[16]
- 2018年 電気通信普及財団テレコム社会科学賞奨励賞[16]
- 2021年 情報処理学会山下記念研究賞[17]
- 2021年 東京都知事感謝状[17]
- 2022年 KDDI Foundation Award業績賞[18]